# (771) Libera
Pour les articles homonymes, voir Libera.
(771) Libera est un astéroïde de la ceinture principale qui a été découvert le 21 novembre 1913 par l'astronome Joseph Rheden. Sa désignation provisoire était 1913 TO.